# Yuri on Ice
Yuri!!! on Ice (яп. ユーリ!!! on Ice Юри он Айсу, букв. «Юри на льду») — японский аниме-сериал о фигурном катании студии MAPPA. Режиссёр Саё Ямамото, сценарий написан Мицуро Кубо, дизайном персонажей занимался Тадаси Хирамацу, музыка Таро Умэбаяси и Таку Мацусиба, хореография фигурного катания Кэндзи Миямото.
Премьерный показ продолжался с 6 октября по 22 декабря 2016 года. Всего было выпущено 12 серий. Анимационный фильм Yuri!!! on Ice the Movie: Ice Adolescence первоначально планировался к выпуску в 2019 году, но был отложен на более поздний срок. Сериал вращается вокруг отношений между японским фигуристом Юри Кацуки, его кумиром, другом и возлюбленным, чемпионом России по фигурному катанию Виктором Никифоровым и молодым россиянином Юрием Плисецким; Юри Кацуки и Юрий Плисецкий принимают участие в Гран-при по фигурному катанию, а Виктор выступает в качестве тренера Юри Кацуки.

## Сюжет
История повествует о Юри Кацуки, на чьи плечи возложены надежды всей Японии, но в финале Гран-при по фигурному катанию он терпит сокрушительное поражение. Парень возвращается домой на Кюсю, где не был уже 5 лет, и им овладевают смешанные чувства. Юри не может решить: бросить фигурное катание или всё же продолжить заниматься спортом. Размышляя об этом, он скрывается от всех в Кацуки-онсэне, которым управляет его семья, и помогает там с работой. Но через какое-то время, совсем неожиданно, на пороге его дома появляется всемирно известный русский фигурист. 
Виктор Никифоров, решил стать тренером Юри после просмотра записи его выступления с золотой программой Виктора с последнего чемпионата. Вместе с Виктором Юри стремится выиграть серию Гран-при, борясь со своим соперником, Юрием Плисецким, 15-летней восходящей звездой из России. И с разрывом, меньше одного балла, проигрывает первое место. Но на этом сюжет не заканчивается, Юри будет пробовать себя в других чемпионатах

## Персонажи

### Главные герои
Юри Кацуки (яп. 勝生勇利 Кацуки Ю:ри) — трусоват, скромен по натуре и легко набирает вес, при этом большой любитель свинины. Является надеждой Японии на успехи в мужском одиночном катании. Главные его сильные стороны как фигуриста — чувство ритма и уникальный шаг. Юри также отличается упорством, трудолюбием и выносливостью. Он не в состоянии выдерживать давление, поэтому в самый критический момент всегда умудряется облажаться. Вне льда Юри представляет собой крайне скромного и доброго юношу. К началу истории в его карьере наступил переломный момент, и всё стало зависеть от успехов в последнем спортивном сезоне.
Страна: Япония; возраст: 23 года.
Сэйю: Тосиюки Тоёнага

Виктор Никифоров (яп. ヴィクトル・ニキフォロフ Викутору Никифорофу) — живая легенда спорта, избалован вниманием зрителей, популярен как среди женщин, так и среди мужчин, обладатель харизмы рок-звезды. Пять раз подряд становился чемпионом мира. Юри с самого детства считал Виктора своим кумиром. А теперь, по непонятным причинам, и Виктора заинтересовала скромная персона Юри.
Страна: Россия; возраст: 27 лет.
Сэйю: Дзюнъити Сувабэ

Юрий Плисецкий (яп. ユーリ・プリセツキー Ю:ри Пурисэцуки:) — русский фигурист нового поколения. Выиграл три молодёжных чемпионата мира подряд. Благодаря ангельской внешности получил прозвище «Русская фея» (яп. ロシアの妖精 Росиа но Ё:сэй, англ. Russian Fairy), но как только он сходит со льда, становится грубым и вульгарным. Амбициозный юноша, который ни капли не сомневается в том, что сможет стать лучшим в мире.
Страна: Россия; возраст: 15 лет.
Сэйю: Коки Утияма

### Семья Кацуки
Тосия Кацуки (яп. 勝生 利也 Кацуки Тосия) — отец Юри и Мари, владелец Ю-топии — горячих источников, на которых работает вся семья.
Сэйю: Сорю Конно

Хироко Кацуки (яп. 勝生 寛子 Кацуки Хироко) — мать Юри и Мари, жена Тосии. Очень добрая и гостеприимная женщина, помогает управлять Ю-топией.
Сэйю: Кэй Хаями

Мари Кацуки (яп. 勝生 真利 Кацуки Мари) — старшая сестра Юри, помогает с работой в Ю-топии. Во время визита Юрия Плисецкого в Японию, чтобы различать Юрия со своим братом, дала ему прозвище «Юрио» из-за сходства с одним из членов бой-бэнда, который она любит.
Сэйю: Кёко Сакай

### Семья Нисигори
Такэси Нисигори (яп. 西郡豪 Нисиго:ри Такэси) — лучший друг детства и бывший партнёр по тренировкам Юри. Женат на Юко, ещё одной подруге детства, и является отцом дочерей-тройняшек. Он помогает жене с работой на местном катке, Ледяном Замке Хасэцу, где трое друзей ещё детьми учились кататься на коньках.
Сэйю: Дзюн Фукуяма

Юко Нисигори (яп. 西郡 優子 Нисиго:ри Ю:ко) — подруга детства и бывшая партнёрша по тренировкам Юри. Всегда была добра к нему и поощряла его за успехи на льду. Она замужем за другим другом детства, Такэси, и является матерью дочерей-тройняшек. Юко та, кто показал Юри выступления Виктора. С раннего возраста они оба сильно восхищались им, регулярно копируя его программы во время тренировок.
Сэйю: Мария Исэ

Аксель Нисигори (яп. 西郡 空挧流 Нисиго:ри Акусэру), Лутц Нисигори (яп. 西郡 流譜 Нисиго:ри Руццу) и Луп Нисигори (яп. 西郡 流麗  Нисиго:ри Ру:пу) — дочери-тройняшки Такэси и Юко, названые в честь типов прыжков (Аксель, Лутц и Луп). Любят фигурное катание и являются поклонницами Юри. Они также ответственны за тайную запись его выступления, когда тот выполнял золотую программу Виктора, и размещение её в интернете без разрешения.
Сэйю: Акико Ядзима

### Фигуристы из разных стран
Отабек Алтын (яп. オタベック・アルティン Отабэкку Арутин) — не любит выражать свои эмоции, упорен, тих и скромен, однако его катание очень красноречиво и выразительно. В чемпионате мира прошлого сезона дебютировал в категории «Senior» (рус. взрослые) и взял бронзу. В Казахстане пользуется огромной славой и считается национальным героем.
Страна: Казахстан; возраст: 18 лет.
Сэйю: Ёсимаса Хосоя

Си Гуанхун (яп. ジ・グァンホン Дзи Гуанхон) — мечтает стать знаменитостью Голливуда. Его поездка в Канаду для тренировок на всё лето закончилась тем, что он закупился горой западной одежды. Восхищается другом Пхичитом, из-за него стал вести блоги в соцсетях и выкладывать селфи. Скромный, хоть и скрывает свои чувства, а его капризный характер часто всплывает на поверхность.
Страна: Китай; возраст: 17 лет.
Сэйю: Ютаро Хондзё

Кристофф Джакометти (яп. クリストフ・ジャコメッティ Курисутофу Дзякомэтти) — спортсмен, с которым Юри соревновался ещё с юниорских времён. Так же популярен, как и Виктор, находится с ним в сопернических отношениях. В сезон, когда Виктор не участвовал в соревнованиях, Кристофф растерял всю мотивацию.
Страна: Швейцария; возраст: 25 лет.
Сэйю: Хироки Ясумото

Жан-Жак Леруа (яп. ジャン・ジャック・ルロワ Дзян Дзякку Рурова), имеет прозвище J.J., — парень, любящий громкие слова и добросовестно выполняющий всё, о чём заявил. Вне сезона сильно вкладывается в благотворительность. Он из семьи фигуристов: его родители олимпийские чемпионы в танцах на льду, а младшие брат и сестра конкурирующие фигуристы-юниоры. Джей-джей — главный кандидат на золотую медаль в Гран-при и чемпионате мира.
Страна: Канада; возраст: 19 лет.
Сэйю: Мамору Мияно

Пхичит Чуланонт (яп. ピチット・チュラノン Пититто Тюранон) — бывший сосед по комнате и тренировочной площадке Юри, когда тот занимался в Детройте. Сейчас Пхичит тренируется в Бангкоке. В прошлом сезоне занял 3-е место в Чемпионате Четырёх Континентов. С головой погружён в соцсети, любит делать селфи.
Страна: Таиланд; возраст: 20 лет.
Сэйю: Кэнсё Оно

Мишель Криспино (яп. ミケーレ・クリスピーノ Микэ:рэ Курисупи:но) — очень целомудрен, в отличие от стереотипного образа итальянских мужчин. В свободное время приходит поддержать свою сестру-близняшку Сару, которая также занимается одиночным фигурным катанием. У него комплекс старшей сестры, и все парни, которые смеют приблизиться к ней, благодаря Мишелю, проходят через ад.
Страна: Италия; возраст: 22 года.
Сэйю: Томоаки Маэно

Минами Кэндзиро (яп. 南 健次郎 Кэндзиро Минами) — только что вошедший в категорию «Senior» (рус. взрослые) фигурист-одиночка. Ярок, жизнерадостен, очень наивен и доверчив, его можно описать как «святая простота». Он из семьи врачей, старший брат пока что студент в медицинском университете. На прошлом Национальном Кубке Японии занял первое место, на него возлагают огромные надежды. Большой поклонник Юри.
Страна: Япония; возраст: 17 лет.
Сэйю: Аюму Мурасэ

Ли Сынгыль (яп. イ・スンギル И Сунгиру) — обычно имеет отсутствующее выражение лица, но когда выходит на лёд, катается будто безумный с ожесточённым взглядом. В этой изменчивости и есть его очарование. Пользуется популярностью, так как его катание невероятно красиво. Строг к своим фанатам, представляющим собой в основном женщин, к которым он имеет крайнее отвращение. Среди спортсменов отличается своей далёкостью от моды. Всё, чем он озабочен, это — фигурное катание.
Страна: Корея; возраст: 20 лет.
Сэйю: Кэндзи Нодзима

Эмиль Некола (яп. エミル・ネコラ Эмиру Нэкора) — джентльмен с бесхитростным и добродушным характером. У него динамичное катание. Вне сезона увлекается экстремальными видами спорта, что вынуждает его тренера ужасно переживать. Он очень близок с Мишелем, у них почти что братские отношения.
Страна: Чехия; возраст: 18 лет.
Сэйю: Сатоси Хино

Георгий Попович (яп. ギオルギー・ポポーヴィッチ Гиоруги: Попоуитти:) — товарищ Виктора, Юрия и Милы по тренировочной площадке, у них один тренер — Яков. Из всех учеников Якова он единственный, кто никогда ему не прекословит. Очень уверен в своей артистичности. В сезон, когда не было Виктора, наконец-то смог выйти под лучи солнца (видимо, из тени Виктора).
Страна: Россия; возраст: 25 лет.
Сэйю: Ватару Хатано

Лео де ла Иглесиа (яп. レオ・デ・ラ・イグレシア Рэо дэ ра Игурэсиа) — американец мексиканского происхождения. Душа компании, настоящее сокровище для друзей, к которым он всегда внимателен. Пленяет зрителей своими программами, наполненными оригинальностью. По-максимуму наслаждается всеми соревнованиями.
Страна: США; возраст: 19 лет.
Сэйю: Хаябусаити Токи

Мила Бабичева (яп. ミラ・バビチェヴァ Мира Бабитьэва) — фигуристка, которую тренирует Яков Фельцман. Она дружелюбна и любит дразнить Юрия, однако, за колкими словами нередко скрывается забота о её юном сокоманднике. Занимает третье место в качестве одной из ведущих мировых женских фигуристок.
Страна: Россия; возраст: 18 лет.
Сэйю: Мари Дой

Сара Криспино (яп. サーラ・クリスピーノ Са:ра Курисупи:но) — сестра-близнец Мишеля, в рейтинге женского одиночного катания занимает четвёртое место. В отличие от своего вспыльчивого брата, Сара очень дружелюбна и кажется более зрелой.
Страна: Италия; возраст: 22 года.
Сэйю: Марика Минасэ

### Другие
Минако (яп. ミナコ Минако) — преподаватель балета и владелица местной танцевальной студии в Хасэцу, которой в настоящее время не хватает студентов. Она до сих пор помогает Юри с обучением. Когда-то Минако сама была очень известной танцовщицей и учителем, который путешествовал по всему миру, чтобы научить других людей балету.
Сэйю: Юка Комацу

Хисаси Мороока (яп. 諸岡 久志 Мороока Хисаси) — любитель фигурного катания и диктор на многих соревнованиях. Мороока поклонник Юри, призывал его продолжать свою карьеру после поражения в своём первом финале Гран-при.
Сэйю: Тайхэй Като

Яков Фельцман (яп. ヤコフ・フェルツマン Якофу Фэруцуман) — тренер Виктора Никифорова, Юрия Плисецкого, Георгия Поповича и Милы Бабичевой. Очень строг к своим ученикам, легко впадает в гнев из-за эксцентричного поведения Виктора и пренебрежительного отношения Юрия к его советам.
Сэйю: Хидэаки Тэдзука

Лилия Барановская (яп. リリア・バラノフスカヤ Ририа Баранофусукая) — суровая и строгая женщина, в прошлом прима-балерина Большого Театра и бывшая жена Якова Фельцмана. После возвращения Юрия в Россию, Яков попросил Лилию обучать Юрия балету, чтобы помочь ему улучшить навыки и создать хореографию для произвольной программы.
Сэйю: Сэйко Тамура

Целестино Чалдини (яп. チェレスティーノ・チャルディーニ Тьэрэсутъи:но Тяруди:ни) — американец итальянского происхождения, тренер Пхичита. Тренировал Юри, когда тот занимался в Детройте. После проигрыша в своём первом финале Гран-при, Юри разорвал с ним отношения и вернулся домой в Японию. Когда услышал, что Виктор взял Юри своим учеником, Целестино ничуть не разозлился, а наоборот поддержал Юри.
Сэйю: Кодзи Отиай

Николай Плисецкий (яп. コーリャ・プリセツキー Ко:ря Пурисэцуки:) — дедушка Юрия, живущий в Москве. Когда Юрий был маленьким, он водил его на фигурное катание.
Сэйю: Мисао Кобаяси

## Список серий
| 1 | Просто как пирожки!! Финал Гран-При слёз «Нан но Пиросики!! Намида но Гурампури Файнару» (なんのピロシキ!! 涙のグランプリファイナル)                                                                                               | 6 октября 2016 года  |
| Год назад Юри Кацуки участвовал в своём первом финале Гран-при в Сочи и занял последнее место. Юрий Плисецкий, который выиграл ФГП среди юниоров, заявил, что в следующем году перейдёт в категорию «взрослые» и тогда два «Юрия» миру будут не нужны, японец уже может уходить в отставку. Униженный чередой неудач Юри Кацуки неофициально уходит из фигурного катания. Только окончив колледж в Детройте и разорвав отношения со своим тренером, Юри возвращается домой в Хасэцу на Кюсю после пятилетнего отсутствия. Поприветствовав всех в Ю-топии(горячие источники его семьи), он направляется в местный каток. Юри идеально выполняет программу, с которой Виктор Никифоров выиграл свой пятый чемпионат подряд, и его страсть к спорту возвращается. Вернувшись домой, он узнаёт, что дети его друзей детства Такэси и Юко Нисигори записали его выступление и выложили на YouTube. Видео становится вирусным, все только и говорят, что о Юри и Викторе. И сам Виктор заинтересовался парнем, прокатавшим его программу. Он приезжает в онсэн семьи Кацуки и объявляет, что будет тренировать Юри. | |                      |
| 2 | Два Юри?! Драма в Ю-топии «Футари но Ю:ри!? Ю:топиа но Ран» (２人のユーリ！？ ゆ～とぴあの乱) | 13 октября 2016 года |
| В флешбэке Виктор прощается с тренером Яковом перед отъездом в Японию и оставляет на него репортёров. Яков высказывает своё неодобрение того, что Виктор покидает Россию и пропускает сезон в своей карьере. В Японии Виктор решает, что не только будет тренировать Юри, но и жить с ним в Ю-топии, и первая цель, которую он ставит перед Юри, это — возвращение Юри к его прежнему весу. Так как Виктор любит японские обычаи и культуру, он размещает множество фото в Instagram, раскрывая своё местоположение, что приводит к огромной шумихе, и родной город Юри наводняется поклонниками и журналистами. Увидев фотографии, Юрий Плисецкий отправляется в Японию, чтобы найти Виктора и заставить его выполнить обещание, которое тот дал несколько лет назад, — что он составит программу для дебюта Юрия в категории «взрослые». Через неделю Юрий прибывает в Хасэцу и находит Виктора и Юри на местном катке, он требует, чтобы Виктор вернулся в Россию и исполнил своё обещание. Для того, чтобы выбрать кого будет тренировать, Виктор устраивает состязание между Юрием и Юри, что становится большим публичным мероприятием. Юрий раскрывает Юри, что Виктор потерял вдохновение и не может придумать новые программы, способные «удивить людей». Между тем, Виктор больше узнаёт о Юри, наблюдая за ним, и о его интровертном характере, от его учителя и друзей. Позже Виктор назначает Юри и Юрию две аранжировки одной песни на тему о любви: одна из них — Агапэ, а другая — Эрос, — распределяя их противоположно личностям и предпочтениям Юриев. Юрий требует, чтобы Виктор вернулся в Россию, если он победит, с чем Виктор соглашается, и Юри просит Виктора остаться с ним, в случае своей победы. | |                      |
| 3 | Я это — эрос, и эрос это — я?! Состязание! Горячие источники на льду «Боку га Эросу дэ Эросу га Боку дэ!? Тайкэцу! Oнсэн он Aйсу» (僕がエロスでエロスが僕で！？ 対決！ 温泉on ice)                                                 | 20 октября 2016 года |
| После того, как Виктор показывает хореографию для аранжировок Агапэ и Эрос, подготовка к состязанию начинается. Вместе с тем, оба Юрия изо всех сил пытаются понять чувства Агапэ и Эроса, и раскрыть их в своих выступлениях. Юрий слишком сосредоточен на физическом аспекте, вместо эмоций, а Юри и вовсе не знает, в какое русло направить Эрос. Позже Юрий вспоминает своего дедушку и использует мысли о нём, чтобы наполнить свою программу Агапэ, а Юри пользуется любимой едой, чтобы выразить свой Эрос. Виктор также позволяет Юриям подобрать себе костюмы для выступления из его собственного гардероба, и Юри выбирает костюм с андрогинным дизайном. Вдохновлённый концепцией костюма, Юри идёт к своему учителю хореографии, Минако, чтобы научиться более женственному способу выполнить свою программу, так как ему это подходит больше, нежели быть плейбоем. В день мероприятия, Ледяной Замок полон зрителей и репортёров. Юрий выступает первым и безупречно всё выполняет в физическом аспекте, но становится взволнованным, пытаясь правильно воплотить Агапэ посреди программы. Юри же выполняет свою программу очень уверенно, так как он был полностью в состоянии раскрыть свой Эрос, хотя ему не удалось чисто приземлиться после одного из прыжков. В итоге, Юри объявляется победителем, и выражает желание выиграть предстоящую серию Гран-при, проигравший Юрий возвращается в Россию и клянётся сделать то же самое. | |                      |
| 4 | Полюби себя... Выполнено!! Произвольная программа «Дзибун о суки ни наттэ... кансэй!! Фури: Пурогураму» (自分を好きになって… 完成!! フリープログラム)                                                                              | 27 октября 2016 года |
| В России, униженный своим проигрышем в Японии, Юрий стал усерднее тренироваться и отрабатывать свою программу. Заметив это, Яков просит свою бывшую жену, Лилию Барановскую, обучать Юрия балету, чтобы помочь ему улучшить навыки и создать хореографию для произвольной программы. Юрий принимает помощь Лилии, желая победить и воспользоваться своим преимуществом, пока его тело не начало меняться, что неизвестно как отразится на его способностях. В то же время, Виктор поручает Юри самому выбрать музыку для его произвольной программы. Юри старается принять верное решение, хоть и не доверяет себе. Он звонит своему другу и товарищу, фигуристу Пхичиту Чуланонту, чтобы тот связался с девушкой, которая однажды сочинила для Юри музыку, и попросил её об этой услуге вновь. Стыдясь своих недостатков как фигуриста, Юри избегает Виктора в течение дня, но в конце концов признаётся ему, что не любит проявлять слабость перед другими. После того, как Виктор убеждает его в том, что никто не считает Юри слабым, он становится увереннее, и теперь готов раскрыть себя и продолжить совершенствоваться. Когда объявляют распределение на Гран-при, Юри понимает, что должен принять участие в японских отборочных соревнованиях, которые будут проходить в начале сентября, так как проиграл на Национальных прошлого сезона и теперь ему нужно заслужить право участвовать в финале серии Гран-при. Получив переделанную музыкальную композицию на тему «Моя любовь», которая отражает в себе карьеру фигуриста и переживания Юри, он называет её «Yuri on ICE»(рус. Юри на льду). | |                      |
| 5 | Пунцовое лицо!! Первое соревнование! Чемпионат Тюгоку, Сикоку и Кюсю «Као макка!! Сёсэн да ё! Тю: Сикоку Кю:сю: Сэнсюкэн тайкай» (顔まっ赤！！初戦だョ！中四国九州選手権大会)                                                      | 3 ноября 2016 года   |
| На своём первом конкурсе сезона, Чемпионате по Фигурному Катанию Японии, Юри жеребьёвкой выбирается первым, чтобы исполнить короткую программу. Он выполняет свою программу «Эрос» и, хоть не смог чисто приземлиться после всех своих прыжков, получает высокий балл. Тем не менее, Виктор отчитывает Юри из-за того, что его исполнение стало небрежным во второй половине, так как он был слишком сосредоточен на прыжках, и решает снизить сложность завтрашней произвольной программы. Юри встречает своего конкурента, Минами Кэндзиро, молодого фигуриста, который боготворит его. Вспомнив, что проиграл Минами на Национальных прошлого сезона, Юри ведёт себя отчуждённо по отношению к нему на следующий день. Виктор ругает Юри за равнодушие к своим младшим товарищам, это заставляет Юри понять, что Минами очень похож на него в юности, и он, крича, подбадривает мальчика перед выступлением. Как только подходит очередь Юри, он решает не слушаться распоряжений Виктора и изменяет прыжковые элементы своей программы. Хоть Юри совершил ошибки и случайно ударился головой о борт катка, его выступление поражает зрителей, и он занимает первое место в чемпионате. Минами выражает своё желание однажды посостязаться с Юри в серии Гран-при и просит его не бросать до тех пор спорт. Позднее Юри объявляет тему своей программы, «Любовь», в прямом эфире. В то же время, Юрий следит за успехами Юри, а Целестино и Пхичит готовятся к Кубку Китая. | |                      |
| 6 | Вот и Китай! Открывающая соревнования серия Гран-при! Короткая программа на Кубке Китая «Гурампурисири:дзу каймаку! Яттяйна Тю:гоку тайкай! Сё:то пурогураму» (グランプリシリーズ開幕！やっチャイナ中国大会！ショートプログラム)   | 10 ноября 2016 года  |
| В своём первом соревновании серии Гран-при, Юрий Плисецкий занял второе место на Скейт Канада и недоволен этим результатом. В Пекине Юри готовится к короткой программе Кубка Китая. В ночь перед началом соревнований, Юри и Виктор дают интервью, и когда Виктор пытается поговорить с Яковом, бывший тренер хладнокровно отчитывает его. Юри и Виктор идут ужинать в китайский ресторан с Пхичитом и Целестино, а те приглашают своих друзей и коллег-конкурентов, Лео де Иглесиа и Си Гуанхуна, присоединиться к ним. На следующий день начинается Кубок Китая. За кулисами, Юри встречает другого соперника, Кристоффа Джакометти, который выражает общее мнение всех фигуристов: Юри должен позволить Виктору прекратить тренировать его, чтобы он смог вернуться на каток. Во время выступлений, все шесть фигуристов хорошо откатывают свои короткие программы, которые отражают их характеры и вкусы. Юри же идеально исполняет свою программу «Эрос», желая доказать миру, что достоин внимания Виктора. Он занимает первое место в первом этапе Кубка Китая, а другие фигуристы уверены, что смогут сократить отрыв в произвольной программе. | |                      |
| 7 | Вот и Китай! Открывающая соревнования серия Гран-при! Произвольная программа на Кубке Китая «Гурампурисири:дзу каймаку! Яттяйна Тю:гоку тайкай! Фури: пурогураму» (グランプリシリーズ開幕！やっチャイナ中国大会！フリープログラム) | 17 ноября 2016 года  |
| Почувствовав давление от всеобщих ожиданий, Юри обеспокоен и не может спать. Во время разминки для произвольной программы, он очень рассеян, что замечают как Виктор, так и все остальные. Выступления начинаются с самого последнего места короткой программы, Си Гуанхуна, и заканчиваются первым местом. Наблюдая за другими фигуристами, Юри начинает трясти, что вынуждает Виктора отвести его в самое безлюдное место, на стоянку, чтобы успокоить. Будучи не в силах правильно оценить эмоциональное состояние Юри, Виктор невольно заставляет его плакать, соврав, что перестанет быть его тренером, если он не выиграет в этом этапе Гран-при. Юри объясняет своё нервное состояние тем, что не хочет, чтобы его ошибки плохо сказались на репутации Виктора, и просит его просто верить в него больше, чем он сам. Восстановив своё хладнокровие после слёз, Юри хорошо выполняет свою программу, заменив последний прыжок на четверной флип. Несмотря на то, что он не смог чисто приземлиться, всё же, это сильно поражает зрителей, так как четверной флип является коронным прыжком Виктора, но даже он никогда не рисковал выполнять его в самом конце программы, когда выносливость должна быть очень низкой. Движимый этой выходкой, Виктор спонтанно целует Юри в прямом эфире, сказав, что более не придумал ничего лучше, чтобы удивить Юри сильнее, чем он смог удивить его. На Кубке Китая первое место занимает Пхичит, второе Юри, а третье Кристофф. | |                      |
| 8 | Юри против Юрия! Кошмароссия! Короткая программа Кубка Ростелекома «Ю:ри vs Ю:ри! Осо Росиа!! Росиа тайкай Сё:то пурогураму» (勇利VSユーリ！おそロシア！！ロシア大会 ショートプログラム)                                           | 24 ноября 2016 года  |
| Серия Гран-при почти закончена, и единственными фигуристами, уже прошедшими в финал, являются Кристофф и казахстанская звезда, Отабек Алтын. В Москве, на Кубке Ростелекома будут определены последние четыре финалиста, среди шести фигуристов, оставшихся в соревновании. Чтобы пройти в финал, Юри необходимо занять место, не ниже четвёртого, и он безошибочно откатывает короткую программу, в очередной раз продемонстрировав идеальное выступление. Юрий Плисецкий же хорошо исполняет свою программу, но портит первый прыжок, так как был обеспокоен отсутствием деда и до сих пор злился из-за тренерства Виктора. В конечном счёте Юри занимает второе, а Юрий третье место в короткой программе. Под конец дня Юри звонит сестра, и сообщает, что пудель Виктора, Маккачин, стянул булочки и они застряли у него в горле. Услышав это, Юри вспоминает, что сам не мог быть со своей собакой, когда она умирала, и настаивает на том, чтобы Виктор вернулся в Японию. Не желая оставлять Юри одного на завтрашней произвольной программе, Виктор, ко всеобщему удивлению, просит Якова побыть его тренером в своё отсутствие. | |                      |
| 9 | Юри против Юрия! Кошмароссия! Произвольная программа Кубка Ростелекома «Ю:ри vs Ю:ри! Осо Росиа!! Росиа тайкай Фури: пурогураму» (勇利VSユーリ！おそロシア！！ロシア大会 フリースケーティング)                                     | 1 декабря 2016 года  |
| Яков согласился присматривать за Юри, а Виктор вернулся в Японию к Маккачину. Перед началом произвольной программы, Юрий получает пирожки с кацудоном от своего деда. Присутствие деда воодушевляет Юрия и придаёт ему сил, он решает увеличить сложность своих прыжков, чтобы получить более высокий балл, чем Юри и канадский фигурист Жан-Жак Леруа. Идеально исполнив программу, Юрий занимает второе место в общем зачёте и проходит в финал Гран-при. Юри же обеспокоен из-за отсутствия Виктора, и допускает несколько ошибок в простых прыжках, но получает достаточное количество баллов, чтобы пройти в финал вместе с другими фигуристами(Кристоффом, Отабеком, Джей-Джеем, Юрием и Пхичитом), заняв третье место в произвольной программе и четвёртое в общем зачёте. После соревнования Юри размышляет о том, что, независимо от того, выиграет он золото или нет, Виктор уйдёт с поста его тренера сразу после серии Гран-при. Наконец поборов свою неприязнь к Юри, Юрий находит его и отдаёт пирожки с кацудоном, в качестве раннего подарка ко дню рождения. По возвращении в Японию, Юри ждало трогательное воссоединение с Виктором, Маккачин жив и здоров, и Юри просит Виктора быть его тренером, пока он не закончит карьеру, на что Виктор отвечает согласием. | |                      |
| 10 | Приложи сверхусилия!! Специальный эпизод перед Финалом Гран-при «Тё: Тё: Тё: Гамбарамба!! Гурампури Файнару Тёкудзэн Супэсяру» (超超兆がんばらんば！！グランプリファイナル直前スペシャル)                                          | 8 декабря 2016 года  |
| 11 | Приложи сверхусилия!! Короткая программа Финала Гран-при «Тё: Тё: Тё: Гамбарамба!! Гурампури Файнару Сё:то пурогураму» (超超がんばらんば！！グランプリファイナルSP)                                                                | 15 декабря 2016 года |
| 12 | Приложи сверхусилия!! Произвольная программа Финала Гран-при «Тё: Тё: Тё: Гамбарамба!! Гурампури Файнару Фури: пурогураму» (超超超がんばらんば!!! グランプリファイナルFS)                                                          | 22 декабря 2016 года |

## Медиа

### Музыка
Композиторами аниме-сериала стали Таро Умэбаяси и Таку Мацусиба, а музыкальным продюсером Кэйсукэ Томинага. Альбом под названием Oh! SkaTra!!! Yuri!!! on ICE (яп. Oh! スケトラ!!!　ユーリ!!! on ICE), включающий все оригинальные 24 песни, используемые в аниме, были выпущены 21 декабря 2016 года.
- Открывающая композиция

History Maker исполняет Дин Фудзиока
- Закрывающая композиция

You Only Live Once исполняет Ватару Хатано

### Yuri!!! on Ice the Movie: Ice Adolescence
Оригинальный фильм Yuri on Ice!!! был анонсирован 29 апреля 2017 года. Название фильма Yuri!!! on Ice the Movie: Ice Adolescence (Yuri!!! on Ice Gekijō-ban: Ice Adolescence; «Юри на льду: Ледяная юность») было объявлено 1 июля 2018 года. Изначально фильм планировалось выпустить в 2019 году, но он был перенесён на другую, в настоящее время неизвестную дату выхода. Тизер с изображением молодого Виктора Никифорова, выступающего на Зимних Олимпийских играх, был выпущен в Японии 17 января 2019 года в рамках марафона Yuri on Ice.
Основной съёмочный состав аниме-сериала Yuri on Ice вернётся к производству фильма, в том числе создатели сериала Саё Ямамото и Мицуро Кубо в качестве режиссёра и сценариста фильма.

## Критика
По словам рецензента Anime News Network, данное аниме представило зрителю однополых персонажей испытывающих романтическое и сексуальное влечение друг к другу, без превращения этих чувств в фетиш. Как результат, спустя всего пять эпизодов аниме завоевало успех среди поклонников ЛГБТ тематики и не только.
Также, благодаря получившей положительные отзывы анимации и истории, аниме нашло отклик и среди широкой публики. Как утверждает другой рецензент, в принципе возможно придумать правдоподобные аргументы в пользу отсутствия романтических отношений между главными персонажами. Однако, в свете событий седьмого эпизода, это уже будет означать намеренную попытку отрицать происходящее.
Важно заметить, что за несколько лет, аниме набрало большую популярность как среди взрослых людей, так и среди школьников и подростков. На сегодняшний день, ожидается выход фильма Yuri!!! on Ice the Movie: Ice Adolescence (Yuri!!! on Ice Gekijō-ban: Ice Adolescence; «Юри на льду: Ледяная юность»), который с нетерпением ждут все зрители.

## Популярность и продажи
По данным компании Kadokawa Ascii Research Laboratories, стал стал самым популярным аниме сезона (собрав 1 440 596 твитов), что в 4 раза больше, чем ближайшего конкурента, Haikyu!! (348 109 твитов). Tumblr Fandometrics сообщила, что по состоянию на 1 мая 2017 года «Юри на льду» было самым обсуждаемым аниме на веб-сайте Tumblr и четвёртым по популярности аниме на Tumblr в 2016 году. Crunchyroll признал Yuri!!! On Ice лучшим аниме 2016 года в Польше, Чехии, Сьерра-Леоне, Буркина-Фасо, Малави, Ботсване, Тайване, Филиппинах, Вьетнаме, Лаосе и Сингапуре; самым популярным аниме-сериалом 2016 года для всех стран на Crunchyroll стал Re:Zero. Yuri!!! On Ice вошёл в тройку самых просматриваемых аниме на Crunchyroll, а также был назван сериалом «Скорее всего, его будут смотреть в течение часа после выхода». Опрос 306 568 зрителей, проведённый видеохостингом Nico Nico Douga, показал, что Yuri!!! On Ice стал 4-м по популярности телевизионным аниме-сериалом года и самым популярным сериалом в целом среди женщин, которые составили 34 % опрошенных. На Tokyo Anime Award Festival был проведён онлайн-опрос для составления списка 100 лучших аниме (10 фильмов и 90 аниме-сериалов) за год, в котором Yuri!!! On Ice возглавил телесписок с 64 774 голосами из 480 004. Позже он выиграл премию Anime Fan Award по результатам второго опроса фанатов, основанного на 100 номинантах.
Сериал был выпущен в Японии на Blu-Ray и DVD в шести томах, причём каждый выпуск возглавлял рейтинги Oricon Animation Blu-Ray и рейтинг Oricon Animation DVD соответственно.
Совокупные продажи Blu-Ray и DVD привели к тому, что Yuri on Ice стал самым продаваемым телевизионным аниме 2017 года и вторым самым продаваемым аниме в целом после аниме-фильма «Твоё имя» (436 505 дисков, проданных в период с 12 декабря 2016 по 10 декабря 2017 года). В США сериал был выпущен на дисках 6 февраля 2018 года компанией Funimation, которая также выпускала Yuri on Ice в Великобритании и Ирландии через своих дистрибьюторов Sony Pictures UK, а также в Австралии и Новой Зеландии через Universal Sony.
Саундтрек Oh! SkaTra!!! Yuri!!! on ICE занял 3-е место в Oricon's CD chart в первую неделю продаж и возглавил Oricon's digital-album chart. Альбом также стал самым продаваемым аниме-CD-альбомом в чарте Oricon за первую половину 2017 года. К концу 2017 года Oh! SkaTra!!! Yuri!!! on ICE стал четвертым по популярности аниме-CD-альбомом года, а сборник оригинальных саундтреков Yūtora/Yuri!!! on Ice стал 30-м самым продаваемым CD с аниме 2017 года.